# Man braucht kein Geld
Man braucht kein Geld (letteralmente Non c'è bisogno di denaro), è un film del 1931 diretto da Carl Boese.

## Trama
Germania 1931, al tempo della Grande depressione. La banca della cittadina di Groditzkirchen si trova, come molti altri istituti di credito, di fronte alla bancarotta. Quando l'imprenditore Brandt, grazie alle sue speculazioni, precipita anch'egli nella crisi, ripone le sue speranze su un supposto ricco zio d'America, che ha annunciato il suo arrivo. Appena egli si rende conto che lo zio, Thomas Hoffmann, è povero in canna, viene obbligato dal modesto impiegato di banca Heinz Schmidt, a fingersi milionario. Schmidt inscena un boom di petrolio, che dovrebbe portare il benessere alla città. Quando l'inganno viene scoperto, Schmidt può convincere i maggiorenti della città, che la cosa migliore sarebbe stata trattare nuovamente Hoffmann come un milionario ed erigere una statua in suo onore come era inizialmente. (Il commento di Hoffmann in proposito è: «Io sono sempre una persona per bene, e tuttavia ora debbo ricevere un monumento.»). Per Schmidt l'imbroglio serve soprattutto alla conquista della bella Käthe Brandt. A un anticipato innamoramento segue l'effettivo matrimonio e alla fine l'avvicinamento dei due. 

## Distribuzione
Il film fu proiettato per la prima volta il 24 dicembre 1931 in due sale cinematografiche di Vienna. Il 5 febbraio 1932 fu proiettato per la prima volta in Germania.
Nel 1933 ne vennero girati due remake: il francese Pas besoin d'argent, diretto da Jean-Paul Paulin, e l'italiano Non c'è bisogno di denaro, diretto da Amleto Palermi.
Boese stesso ripropose la vicenda nel 1953 con il titolo Der Onkel aus Amerika (Lo zio d'America).